# 川陝蘇維埃政府遂安中心組織總部兼龍台區委舊址
川陝蘇維埃政府遂安中心組織總部兼龍台區委舊址位於四川省資陽市安岳縣，文物年代判定為1933－1934年。2012年7月16日公佈為四川省文物保護單位。川陝蘇維埃政府遂安中心組織總部兼龍台區委舊址位於四川省資陽市安岳縣龍台鎮下碼頭街71號，原為清代建築南華宮，是民國安岳縣龍台區區公所。1928年中共安岳縣特別支部成立。蘇維埃政府成立後，南華宮為遂安中心組織總部，1933年在南華宮建立龍台區委。南華宮成為區委辦公活動基地，策動全區農運工作。川陝蘇維埃政府遂安中心組織總部兼龍台區委舊址是安岳縣第一個建共、建政、建武裝的場所。